# تاکشی کاناموری
تاکشی کاناموری (انگلیسی: Takeshi Kanamori؛ زادهٔ ۴ آوریل ۱۹۹۴) بازیکن فوتبال اهل ژاپن است.
از باشگاه‌هایی که در آن بازی کرده‌است می‌توان به باشگاه فوتبال آویسپا فوکوئوکا و باشگاه فوتبال کاشیما آنتلرز اشاره کرد.